# Wasserburg Trakai
Die Burg Trakai ist eine spätmittelalterliche Wasserburg in Litauen. Die Anlage zählt heute zu den bekanntesten Sehenswürdigkeiten in Litauen und wird als Museum genutzt.

## Geschichte
Erbaut wurde eine erste Burg in der zweiten Hälfte des 14. Jahrhunderts unter Fürst Kęstutis. 1377 wurde sie von den Kreuzrittern des Deutschen Ordens angegriffen. Zu den Eigentümern der Burg gehörte der Fürst Gediminas, er nutzte die Burg in Trakai zeitweise als Residenz, bevor er die neue Hauptstadt Vilnius gründete. Die Burg wurde zum Schauplatz des Konfliktes zwischen Fürst Vytautas und Władysław II. Jagiełło um den Titel des Großherzogs von Litauen. Vytautas siedelte 1397 neben Tataren auch Karaimen als Leibwache im Ort an. Nach der Schlacht bei Tannenberg von 1410 verlor die Burg an militärischer Bedeutung. Die Burg wurde seit Beginn des 20. Jahrhunderts in den verfallenen Teilen wieder aufgebaut und restauriert. Selbst in der Zeit des Zweiten Weltkrieges wurden die Restaurierungsarbeiten eingeschränkt fortgesetzt.

## Lage und Bauwerk
Die Burg befindet sich auf einer Insel im Galvesee und liegt nördlich der heutigen Stadt Trakai. Eine Brücke führt vom Ufer zum Torhaus, welches in die äußere Befestigungsmauer mit Wehrgängen und drei wuchtigen runden Ecktürmen eingebaut ist. Die symmetrisch angelegten Hauptgebäude mit dem Donjon in ihrer Mitte liegen auf einem erhöhten Plateau und sind über eine Brücke zugänglich. Dieses Plateau ist durch eine weitere Befestigungsmauer geschützt. Der zwingerartige Zwischenbereich war früher aufgrund eines höheren Wasserstandes mit Wasser gefüllt. Vom Innenhof sind über Holztreppen und Außengänge die Räume bis in das zweite Stockwerk erreichbar.
Das in den Hauptgebäuden befindliche Museum geht auf die Geschichte der Burg ein und stellt Ausgrabungsfunde aus. Es zeigt die Phasen der Wiederherstellungsarbeiten der Burg und verfügt auch über Modelle der Burg. Es geht außerdem auf die Tradition von Tataren und Karaimen ein.